# Imam Muhammad ibn Abd al-Wahhab-moskee
Imam Muhammad ibn Abd al-Wahhab-moskee (ook wel de Qatar State Mosque genoemd) is de nationale moskee van Qatar. Het is vernoemd naar Mohammed ibn Abdul-Wahhab, een soennitische predikant, geleerde en theoloog uit de regio Nadjd in Centraal-Arabië.

## Architectuur
De moskee is gebouwd in traditionele Arabische stijl met moderne kenmerken. De moskee beslaat een uitgestrekt gebied van 175.164 vierkante meter en beschikt over een centrale hal met airconditioning waar maximaal 11.000 mannen comfortabel kunnen deelnemen aan gebeden. Daarnaast biedt een royale ruimte grenzend aan de centrale hal plaats aan 1.200 vrouwen. De moskee beschikt over drie hoofdingangen en 17 zijingangen. De centrale hal is versierd met 28 grote koepels, terwijl de buitenste vierhoek wordt bekroond met 65 koepels. In totaal kan de moskee een gemeente van 30.000 mensen huisvesten.